# Большой Кыл
Большо́й Кы́л — река на Южном Урале в Челябинской области России. Основная водная артерия, питающая озеро Зюраткуль.Длина реки — 13 км.
Начинается в горах Южного Урала на высоте около 880 м над уровнем моря. Протекает по территории Национального парка «Зюраткуль». Высота устья — 724,9 м над уровнем моря.
Долина реки представляет собой уникальный ботанический и ландшафтный комплекс влажных субальпийских лугов (так называемые Немецкие степи), заболоченных лесов, верховых и переходных болот, расположенных по всей протяжённости русла от подножий гор Свиридиха и Уреньга до озера Зюраткуль.